# اسوتلانا کیتیچ
اسوتلانا کیتیچ (سیریلیک صربی: Светлана Китић؛ زادهٔ ۱۹ ژوئن ۱۹۶۰) بازیکن هندبال اهل یوگسلاوی بود.